# Lliga catalana de bàsquet masculina 2009-2010
La 30a edició de la Lliga Catalana de Bàsquet es disputà al Palau Sant Jordi de Barcelona els dies 26 i 27 de setembre de 2009.
Hi van participar els tres equips catalans de la lliga ACB, el FC Barcelona, el Joventut de Badalona i el Bàsquet Manresa, i el campió de la Lliga catalana LEB, el Sant Josep de Girona.
|  | 30a Lliga catalana de bàsquet masculina · Barcelona - 2009 · (26 i 27 de setembre) |

|  | Semifinals             | Semifinals         |    |  | Final                  | Final |  |
|  |                        |                    |    |  |                        |       |  |
|  | 26 de setembre · 17:00 |                    |    |  |                        |       |  |
|  | DKV Joventut           | 80                 |    |  |                        |       |  |
|  | Bàsquet Manresa        | 58                 |    |  |                        |       |  |
|  |                        |                    |    |  |                        |       |  |
|  |                        |                    |    |  | 27 de setembre · 18:15 |       |  |
|  |                        |                    |    |  | DKV Joventut           | 38    |  |
|  |                        | Regal FC Barcelona | 62 |  |                        |       |  |
|  |                        |                    |    |  |                        |       |  |
|  |                        |                    |    |  |                        |       |  |
|  |                        |                    |    |  |                        |       |  |
|  | 26 de setembre · 19:00 |                    |    |  |                        |       |  |
|  | Regal FC Barcelona     | 95                 |    |  |                        |       |  |
|  | Sant Josep de Girona   | 53                 |    |  |                        |       |  |

| Campió 2009-10 |
| -------------- |
| FC BARCELONA   |